# Смелянский район
Смеля́нский либо Смеловский райо́н (укр. Смілянський район) — упразднённая в 2020 году административная единица на юго-востоке Черкасской области Украины. Административным центром был город Смела.

## Природа
Поверхность — повышенная волнистая лесная равнина, имеющая склон на юго-восток и расчленена оврагами, балками, проходными долинами.
Полезные ископаемые: гранит, лабрадорит, габбро, сиениты, диабазы, гипс, графит, торф, песок, титано-циркониевые руды, бурый уголь. В селе Носачёв открыто месторождение апатит-ильменитовых руд. В районе 3 гранитных, 9 песчаных и 13 глиняных карьеров.
Грунты — характерные чернозёмы, малогумусные, встречаются серые лесные.
К природоохранным территориям относятся:
- Теклинская лесная дача;
- Сунковский заказник
- Сунковское болото
- Ирдынское болото
- заповедное урочище «Юрова гора»
- 2 ботанические памятки: насадки чёрного ореха возрастом до 200 лет и бука — до 90
- 1 геологическая — карьер с залежами житомирских гранитов

Сунковское болото и Ирдынское болото являются регуляторами гидрологического режима района.
По территории района протекает семь рек: Сриблянка, Медянка, Балаклейка, Гнилой Ташлык, Сырой Ташлык, Лебедянка, Шестачка, Тясмин.
Площадь района — 93,4 тыс. га, из них: сельскохозяйственные угодья — 62,3 тыс. га, среди них пашня — 52,4 тыс. га, лесов и других лесопокрытых площадей — 25,1 тыс. га, земель водного фонда — 0,9 тыс. га

## История
До 1954 года Смелянский район находился в Киевской области. 4 января 1957 года к нему был присоединён Ротмистровский район, а 12 ноября 1959 года — часть территории упразднённого Златопольского района.
17 июля 2020 года в результате административно-территориальной реформы район был упразднён, а его населённые пункты вошли в состав Черкасского района.

## Демография
Население района составляет 38 тыс. человек (данные 2005 г.), всего насчитывается 37 населенных пунктов.

## Населённые пункты
- г. Смела — административный центр
- с. Балаклея
- с. Березняки
- с. Буда-Макеевка
- с. Будки
- с. Великая Яблоновка
- с. Головятино
- с. Гуляйгородок
- с. Залевки
- с. Ковалиха
- с. Константиновка
- с. Куцовка
- с. Макеевка
- с. Малая Смелянка
- с. Малое Староселье
- с. Малый Бузуков
- с. Мельниковка
- с. Николаевка
- с. Носачов
- с. Пастырское
- с. Плескачовка
- с. Плоское
- с. Поповка
- с. Ротмистровка
- с. Самгородок
- с. Санжариха
- с. Сердюковка
- с. Сунки
- с. Ташлык
- с. Теклино
- с. Терновка
- с. Чубовка
- с. Шевченко
- пос. Богуново
- пос. Волковка
- пос. Степок
- пос. Холоднянское
- пос. Червоное

## Пастырское городище
В 3 км к западу села Пастырское на территории хутора Свинолуповка находится Пастырское городище VII—VIII веков. Долиной реки Сухой Ташлык (приток Тясмина) более узкая левобережная часть городища площадью ок. 5 га отделена от правобережной части городища площадью ок. 15 га. Нижние слои городища, где прослеживается 2 этапа сооружения укреплений — VII—VI и IV—III веков до нашей эры, относятся к скифской археологической культуре. В раннем Средневековье была обжита в основном левобережная часть. Открыты остатки жилищ полуземляночного и наземного типов, посуда, приготовленная на гончарном круге, орудия труда (серпы, косы и др.), ювелирные изделия из бронзы и серебра. Пастырское городище и другие археологические памятники (городище Поганьско в Чехии и клад из Земянского Врбовка в Словакии, клады из Залесья в Среднем Поднестровье и Харивки в Среднем Поднепровье и др.) являются свидетельством переселений славян с территории Подунавья после прихода на Балканы протоболгар хана Аспаруха в 679—680 годах. Возможно, именно этот исход потомков антов и стал основой рассказа летописца Нестора о дунайской прародине славян. Киев на рубеже VII—VIII веков по уровню социально-экономического развития был по сравнению с синхронным Пастырским городищем рядовым поселением.